# NGC 3867
NGC 3867 est une vaste galaxie spirale située dans la constellation du Lion. NGC 3867 a été découverte par l'astronome français Édouard Stephan en 1884.

## Caractéristiques
Sa vitesse par rapport au fond diffus cosmologique est de 7 807 ± 23 km/s, ce qui correspond à une distance de Hubble de 115,1 ± 8,1 Mpc (∼375 millions d'al).

### Classification
La base de données NASA/IPAC classe NGC 3867 comme une galaxie lenticulaire, mais on peut voir ce qui semble être deux bras spiraux sur l'image obtenue des données de l'étude SDSS. La classification de galaxie spirale par les trois autres sources consultées semblent plus appropriée. Par contre, on ne voit nullement un anneau dans cette image, contrairement à ce qui est indiqué sur la base de données HyperLeda. NGC 3867 est une galaxie à noyau passif (PAS).